# Charles Ingram
Charles William Ingram (* 6. srpna 1963) je anglický podvodník, spisovatel a bývalý major britské armády, který se proslavil svým vystoupením v soutěži Chcete být milionářem? na britské ITV. V září 2001 správně odpověděl na všech patnáct soutěžních otázek a jako historicky třetí soutěžící vyhrál 1 milion liber (£). Částku ale kvůli podezření z podvodu nikdy nedostal.
Po zdlouhavém procesu u soudu v Southwarku byl Ingram v roce 2003 usvědčen ze získání výhry podvodem. Ve stejném roce skončil u soudu ještě jednou, a to kvůli podezření ze spáchání pojistného podvodu. Z těchto důvodů musel také rezignovat na svou funkci a hodnost majora.

## Život
Charles Ingram se narodil 6. srpna 1963 v Shardlow, Derbyshire, jako syn Johna Ingrama, vysloužilého letce Královského letectva, a jeho manželky, divadelní scénografky Susan Ingramové. Bombardér Wellington jeho otce byl během druhé světové války v září 1941 sestřelen. John Ingram se stal válečným zajatcem a dva členové jeho posádky byli zabiti.
Ingramovi rodiče se rozvedli ještě během jeho dětství. Charles studoval na soukromé škole Oswestry School v Oswestry, Shropshire. Tam byl členem uskupení mladistvých Combined Cadet Force a dokončil cenu vévody z Edinburghu. Na Kingstonské univerzitě získal titul BSc v oboru stavebnictví.

## Vojenská kariéra
V roce 1987 byl Ingram v Sandhurstu, kde trénoval s britskou armádu a stal se důstojníkem v Royal Engineers. V roce 1990 byl povýšen do hodnosti kapitána a na majora v roce 1996. V roce 1999 byl Ingram vyslán do Banja Luky v Bosně na šest měsíců jako součást mírových jednotek OSN. V srpnu 2000 získal magisterský titul na Cranfieldské univerzitě v oboru podnikového managementu. 20. srpna 2003 mu armáda písemně nařídila, aby se vzdal své funkce a hodnosti majora.

## Skandál vMilionáři
| Otázka za 1 milion liber                                      |               |
| Číslo jedna následované sto nulami je známé pod jakým názvem? |               |
| ⬥ A: Googol                                                   | ⬥ B: Megatron |
| ⬥ C: Gigabit                                                  | ⬥ D: Nanomole |

Dne 9. září 2001 se Ingram stal soutěžícím v soutěži Chcete být milionářem na britské ITV. Do hlavní hry se již v minulosti úspěšně probojovali i jeho manželka Diana a také jeho bratr Adrian – oba vyhráli 32 000 liber. Charles trénoval asi 20 minut denně, aby byl co nejrychlejší při zodpovězení rozstřelové otázky, za tímto účelem si vytvořil i vlastní tréninkový přístroj. Poté, co se dostal do hlavní hry, během prvních otázek využil dvě nápovědy a soutěžní den zakončil se ziskem 4 000 £ a nápovědou 50/50. Produkční tým pochyboval, že by během dalšího natáčecího dne zaznamenal větší úspěch, Ingram ale všechny ostatní otázky zodpověděl správně a vyhrál 1 milion liber.
Po ukončení natáčení produkční společnost Celador pozastavila vyplacení jackpotu, jelikož se objevily pochybnosti o regulérnosti soutěže. Moderátor soutěže Chris Tarrant, který šel za Charlesem a Dianou Ingramovými do šatny oslavit Charlesův úspěch sklenkou šampaňského, zaslechl manžele, kteří se navzdory úspěchu v šatně hádali; stejné chování popisoval i další člen produkčního týmu. Při zkoumání natočeného materiálu si produkce všimla nápadného kašlání Tecwena Whittocka, jednoho ze soutěžících čekajících na rozstřel, několikrát zakašlala také Charlesova manželka. Na základě zaznamenaných důkazů byli všichni tři obviněni z podvádění a věc byla předána policii k dalšímu šetření. Whittock a Ingramovi byli nakonec obviněni z podvodu.

### Soud
Ingram, jeho manželka a Whittock byli 7. dubna 2003 u korunního soudu v Southwarku, který trval čtyři týdny (včetně jednání poroty po dobu tří a půl dne), shledáni vinnými. Soud všem uložil trest odnětí svobody s podmínečným odkladem na dva roky – manželé Ingramovi byli odsouzeni na 18 měsíců, Whittock na 12 měsíců. Všichni také dostali pokutu ve výši 15 tisíc liber a navíc museli zaplatit soudní náklady ve výši 10 tisíc liber. Soud také uložil Ingramovým uhrazení nákladů na právní obhajobu ve výši 115 tisíc liber.
Dne 19. srpna 2003 armáda nařídila Ingramovi, aby po šestnácti letech služby rezignoval na svou funkci majora, ale uvedla, že to nebude mít vliv na jeho penzi.
Dne 19. května 2004 odvolací soud zamítl Ingramův návrh na možnost odvolání se proti jeho odsouzení a potvrdil jeho trest, souhlasil ale se zrušením pokuty a nákladů na stíhání jeho manželky. 5. října Sněmovna lordů zamítla Ingramovu žádost o podání odvolání proti pokutě a soudním nákladům, ten se proto obrátil na Evropský soud pro lidská práva. 20. října soud snížil náklady na právní obhajobu Charlese na 25 000 liber a náklady na právní obhajobu Diany na 5 000 liber. Tyto náklady byly po dalším odvolání sníženy na 5 000 liber.

#### Důkazní materiál
U soudu Ingram tvrdil, že videonahrávka jeho vystoupení v Milionáři není průkazná a že byla zmanipulována. Zaměstnanci Celadoru v záznamu zesílili zvuk kašle a potlačili ostatní zvuky, a to proto, aby u soudu potvrdili svá tvrzení. Ingram tvrdil, že si žádného kašle během soutěžení nevšiml.

#### Svědectví Larryho Whitehursta
Larry Whitehurst byl jedním ze soutěžících, kteří ve studiu čekali na svou příležitost při rozstřelu – byl usazen naproti Whittockovi. Jelikož znal odpovědi na Ingramovy soutěžní otázky, tak dokázal rozluštit způsob, jakým spolu Ingram a Whittock skrze kašlání komunikovali. Správnou odpověď znal i u otázky za 1 milion liber a vyčkával, zda po zaznění slova „googol“ uslyší kašel, což se také stalo. Soudu potvrdil, že je zcela přesvědčen, že došlo k podvodu.

#### Svědectví Tecwena Whittocka
Whittock tvrdil, že ho celý život kašel trápí a trval na tom, že měl skutečný kašel, který způsobila senná rýma a alergie na prach, a že to byla jen náhoda, že se jeho kašlání dalo spojit se správnými odpověďmi. Během procesu však vyšlo najevo, že když Whittock sám vyhrál rozstřel a usedl do horkého křesla, tak žádný zdravotní problém neměl. Whittock ale později uvedl, že se tomu vyhnul jen díky tomu, že před začátkem natáčení vypil několik sklenic vody. Whittock také trval na tom, že neznal odpovědi na tři otázky, se kterými měl údajně pomoci. Policie ale našla odpověď na dvanáctou otázku týkající se umělce, který namaloval obraz Vyslanci, ve Whittockově osobním zápisníku všeobecných znalostí, který měl doma.
Během soudního procesu Whittock upozorňoval, že byl v několika soutěžních pořadech, ale že vždy vypadl v prvních kolech.

#### Svědectví Chrise Tarranta
Moderátor soutěže Chris Tarrant během soudu uvedl, že si během natáčení nevšiml ničeho podezřelého a že ani nezaregistroval nějaké kašlání, jelikož byl příliš zaneprázdněn. Dále řekl, že se manželé Ingramovi chovali „tak normálně, jak by se chovali lidé, co právě vyhráli jeden milion liber“. Také uvedl, že by nikdy nepodepsal šek se sedmi ciframi, kdyby měl podezření na podvodné chování, a že byl „šokován“, když se o obvinění doslechl.

#### Svědectví štábu
Phil Davies, hlavní manažer Milionáře, řekl, že jakmile si během natáčení všiml kašlání, rozhodl se zjistit, kdo je za něj zodpovědný. „Nejhlasitější kašlání pocházelo od Tecwena na sedadle číslo tři,“ řekl. „Když jsem ho pozoroval, tak mluvil s osobou po své levici, poté se otočil zpět k hlavnímu pódiu a zakašlal.“ Whittock během procesu poznamenal, že přece „nemůže kašlat někomu do obličeje“. Podle Daviese také produkce přistoupila k neobvyklému kroku, a po natáčení kvůli podezření z podvodu Ingrama i jeho manželku prohledala, žádné pagery ani nic jiného ale nenašla.
Zvukaři potvrdili, že během druhého natáčecího dne bylo zaznamenáno 192 zakašlání, z toho 32 pocházelo od účastníků rozstřelu. Dále bylo uvedeno, že 19 z těchto 32 zakašlání bylo „významných“. Podle obžaloby zvuky vydával Whittock vždy poté, co Ingram přečetl správnou variantu.
Další členka štábu Eve Winstanleyová uvedla, že Ingramovi vypadali „nešťastně“ na někoho, kdo právě vyhrál milion. Když v šatně Ingramovi nabídla šampaňské, odmítl s tím, že následující den musí do práce. Podle Winstanleyové vypadal nervózně a jeho žena rozrušeně. Poté ji Ingram ze šatny vyhnal a ona následně zaslechla za dveřmi hádku. Když se vrátila zpět, Diana vypadala „otřeseně a naštvaně“. Winstanleyová u soudu uvedla, že nikdy u žádného soutěžícího takové chování nezažila. Dále řekla, že dvakrát během prvního natáčecího dne viděla bratra Diany Ingramové Marcuse Powella mimo studio s mobilním telefonem, což oznámila vedoucímu a ostraze.

## PoMilionáři

### Knihy
Poté, co opustil armádu, napsal Ingram dva romány: The Network (2006) a Deep Siege (2007).

### Televize
Po Milionáři se Ingram objevil v několika dalších televizních pořadech, včetně The Games na Channel 4, v kvízové soutěži The Weakest Link na BBC nebo se svou ženou ve Výměně manželek.

### Případ pojistného podvodu
Na konci roku 2003 byli manželé Ingramovi obviněni z dalších podvodů. 28. října byl Ingram u korunního soudu v Bournemouthu shledán vinným ze získání finanční výhody podvodem.
Ingram v letech 1991–1997 žádal pojišťovnu o vyplacení pojistného plnění sedmkrát, například 1 600 liber za ukradenou kabelku, 430 liber za ztracený prsten nebo 42 liber za rozbitou sochu kachny. Podle pojišťovny Norwich Union byl Ingram „častým žadatelem“, který do pojišťovny přicházel kvůli „nešťastným ztrátám soukromého majetku“. V roce 1997 Ingramovi změnili pojišťovnu a přešli k Zurich Insurance Group poté, co se po vloupání do domu pojišťovna rozhodla proplatit ne 19 000 liber, ale jen 9 000 liber. V roce 2000 pojišťovnu změnil ještě jednou a přešel k Direct Line. Nové pojišťovně ale nesdělil, že v minulých letech nahlásil řadu pojistných událostí. Podle žalobce Christophera Parkera tak učinil proto, že věděl, že by v takovém případě nebyl pojištěn.
Ingram novou pojišťovnu požádal o vyplacení 30 000 liber poté, co byl v srpnu 2001 jeho dům v Eastertonu údajně vykraden. Zaměstnancům Direct Line byl Ingramův požadavek podezřelý, případ se ale rozhodli důkladně prošetřit až poté, co se v novinách dočetli o jeho sporném vítězství v Milionáři.
Soud Ingrama podmínečně propustil, a to proto, že vzal v úvahu jeho špatný finanční stav. Zároveň odmítl uložení trestu provádění veřejně prospěšných prací poté, co Ingram řekl probačnímu úředníkovi, že se obává, že by ho ostatní zločinci šikanovali.

## Vpopulární kultuře
V lednu 2015 vyšla kniha od Boba Woffindena a Jamese Plasketta s názvem Bad Show: The Quiz, The Cough, The Millionaire Major, která se tímto případem zabývá.
3. listopadu 2017 v divadle Minerva v Chichesteru měla premiéru divadelní hra Quiz zkoumající události a následné odsouzení manželů Ingramových a Whittocka. Tuto hru napsal britský scenárista James Graham. Hrála se až do 9. prosince 2017. Hra se poté přesunula do West Endu, kde se hrála od 31. března 2018 do 16. června 2018. V roce 2019 byl podle této hry připraven 3dílný seriál pro ITV, který měl premiéru v dubnu 2020. Ingrama hrál Matthew Macfadyen.

## Osobní život
Ingram se seznámil se svou ženou Dianou, když studovala pedagogiku na Barry College ve Walesu. Zasnoubili se během jeho prvního působení u Royal Engineers v Německu. Svatba proběhla v listopadu 1989, mají tři děti.
V roce 2010 přišel o tři prsty na levé noze při nehodě během sekání trávníku.